# Гарпер Лі

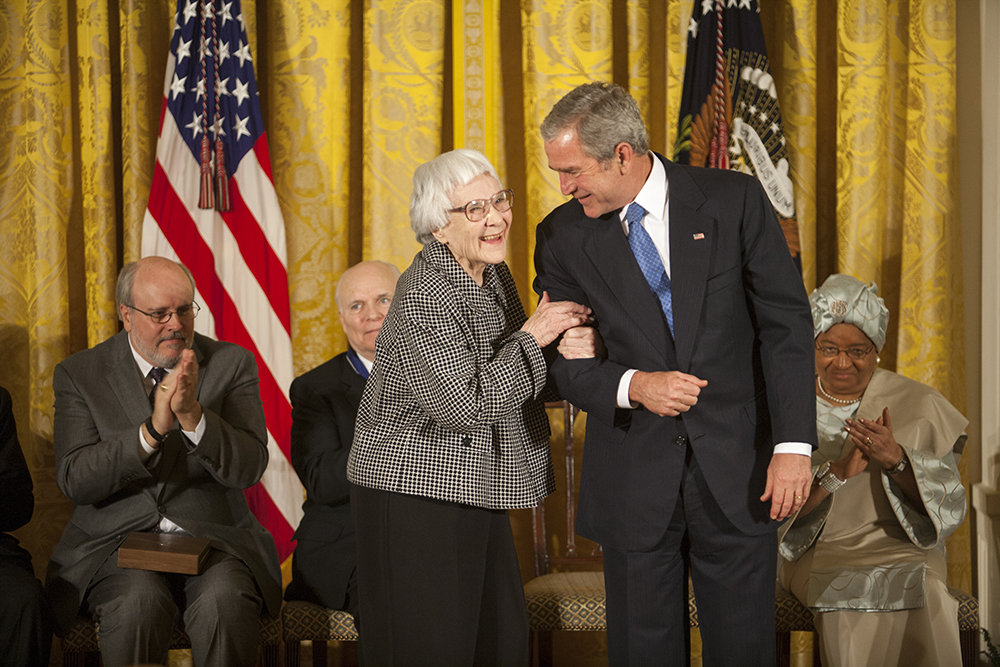
Гарпер Лі поруч із президентом США Джорджем Бушем (молодшим).

Нелл Гарпер Лі (англ. Nelle Harper Lee; 28 квітня 1926, Монровілл (Алабама), США — 19 лютого 2016, там само) — американська письменниця та публіцистка, відома завдяки своєму роману «Убити пересмішника» (1960), який було відзначено Пулітцерівською премією 1962 року. Крім того, її було нагороджено Президентською медаллю Свободи (2007) та Національною медаллю мистецтв (2010).

## Життєпис
Була наймолодшою дитиною в родині юриста.
Закінчивши школу в Монровіллі, вступила до Коледжу Гантінґтона в Монтґомері (1944–1945), після чого два семестри вивчала право в державному університеті. Один рік провела в Оксфордському університеті.
З дитинства заприятелювала із однокласником та сусідом Труменом Капоте, який згодом став прототипом Ділла Гарріса, персонажа книги «Убити пересмішника» (To Kill a Mockingbird). Згодом поїхала з ним до містечка Голкомба, аби допомогти йому зі збором матеріалів до статті про брутальне убивство, вчинене там. Як наслідок замість статті було написано книгу In Cold Blood («З холодним серцем») (1966), яку Капоте присвятив Гарпер Лі.
«Убити пересмішника», перший роман Гарпер Лі, було видано 1960 року, після чого він одразу став бестселером. 1962 року цю книгу було відзначено Пулітцерівською премією. У 1999 році її було визнано найкращим романом XX століття. Фільм за цим романом отримав три «Оскари», «Золотий глобус» та премію в Каннах.
Інші важливі книги Гарпер Лі: Love — In Other Words (1961), Christmas to Me (1961) та When Children Discover America (1965) були менш відомі читачам.
2011-го, відповідаючи на питання, чому вона написала лише один роман, Лі відповіла: «З двох причин: по-перше, я не хотіла би проходити через тиск та публічність, через які я пройшла з „Убити пересмішника“, ні за які гроші. По-друге, я сказала все, що хотіла сказати, і не буду говорити це знову».
3 лютого 2015 року Лі оголосила, що у середині липня вийде її другий роман «Іди, вартового постав» («Go Set a Watchman»). Він є продовженням «Убити пересмішника», хоча і був написаний раніше. За словами Лі, колись видавець переконав її переробити частину «Іди, вартового постав» у окремий роман. Так з'явився «Убити пересмішника». У середині 1950-х років Лі завершила «Іди, вартового постав», але тоді цей роман не був опублікований. Його назва є цитатою з Книги пророка Ісаї (21:6).
Пізніше, у лютому 2015 року влада штату Алабама почала розслідування, аби з'ясувати, чи є 89-літня Лі, яка має серйозні проблеми зі здоров'ям, дієздатною та чи добровільно вона дала згоду на публікацію «Іди, вартового постав». Проте підозри не підтвердилися.
Останні кілька років перед смертю Гарпер Лі жила в будинку для літніх людей неподалік дому, в якому вона виросла.

## Творчість
Ім'я Гарпер Лі відоме усьому світу, зокрема за роман «Вбити пересмішника».

## Переклади українською
Українською мовою книга видавалася 1975 року в перекладі Михайла Харенка (видавництво «Молодь») та 2015 року в перекладі Тетяни Некрич (видавництво «KM Publishing»).
- Гарпер Лі. Убити пересмішника. Переклад з англійської: Михайло Харенко. Київ: Молодь, 1975. 271 стор.
- Гарпер Лі. Вбити пересмішника. Переклад з англійської: Тетяна Некряч. Київ: KM Books, 2015. 384 стор. ISBN 978-966-923-028-7
  - (передрук) Гарпер Лі. Вбити пересмішника. Переклад з англійської: Тетяна Некряч. Київ: KM Books, 2016. 384 стор. ISBN 978-617-7409-52-5
- Гарпер Лі. Іди, вартового постав. Переклад з англійської: Тетяна Некряч. Київ: KM Books, 2016. 288 стор. ISBN 978-966-923-051-5